# Nikolaï Karpov
Pour les articles homonymes, voir Karpov.
Nikolaï Ivanovitch Karpov (né le 8 novembre 1929 à Moscou en URSS, et mort le 7 novembre 2013 à Moscou en Russie) est un joueur russe de hockey sur glace devenu entraîneur.

## Biographie

### Carrière en club
Durant sa carrière dans le championnat d'URSS, il a porté les couleurs de l'ODO Leningrad, des Krylia Sovetov, du Dynamo Moscou et du CSKA Moscou. Il met un terme à sa carrière en 1965. Il termine avec un bilan de 340 matchs et 43 buts en élite.

### Carrière internationale
Il a représenté l'URSS à 15 reprises (3 buts) sur une période de trois saisons entre 1954 et 1960. Il a remporté le bronze aux Jeux olympiques de 1960 comptant également pour un championnat du monde.

## Statistiques
Pour les significations des abréviations, voir Statistiques du hockey sur glace.

### En équipe nationale
| Année | Équipe | Compétition |   | PJ | B | A | Pts | Pun                |  | Résultat |
| 1960  | URSS   | CM & JO     | 3 | 1  | 2 | 3 | 2   | Médaille de bronze |  |          |